# Amblystegiaceae
Amblystegiaceae, biljna porodica u redu Hypnales. Postoji preko 200 priznatih vrsta. Ime je dobila po rodu Amblystegium

## Rodovi
1. Amblystegium Schimp.
2. Anacamptodon Brid.
3. Arvernella Hugonnot & Hedenäs
4. Bryostreimannia Ochyra
5. Campyliadelphus (Kindb.) R.S. Chopra
6. Campylium (Sull.) Mitt.
7. Conardia H. Rob.
8. Cratoneuron (Sull.) Spruce
9. Cratoneuropsis (Broth.) M. Fleisch.
10. Drepanium (Schimp.) C.E.O. Jensen
11. Drepanocladus (Müll. Hal.) G. Roth
12. Gradsteinia Ochyra
13. Hygroamblystegium Loeske
14. Hygrohypnella Ignatov & Ignatova
15. Hygrohypnum Lindb.
16. Hypnobartlettia Ochyra
17. Kandaea J.Kučera & Hedenäs
18. Koponenia Ochyra
19. Larrainia Buck
20. Leptodictyum (Schimp.) Warnst.
21. Limbella (Müll. Hal.) Müll. Hal.
22. Limprichtia Loeske
23. Microamblystegium Fedosov, Ignatova & Jan Kučera
24. Ochyraea Váňa
25. Palustriella Ochyra
26. Pictus C. C. Towns.
27. Pseudoamblystegium Vanderpoorten & Hedenäs
28. Pseudocalliergon (Limpr.) Loeske
29. Pseudocampylium Vanderpoorten & Hedenäs
30. Sanionia Loeske
31. Sarmentypnum Tuom. & T.J.Kop.
32. Sasaokaea Broth.
33. Sciaromiella Ochyra
34. Sciaromiopsis Broth.
35. Scorpidium (Schimp.) Limpr.
36. Sinocalliergon Sakurai
37. Serpoleskea (Limpr.) Loeske
38. Vittia Ochyra